# V Pappas
V Pappas (1978), también conocida como Vanessa Pappas, es una empresaria australiano-estadounidense que fue directora de operaciones de TikTok. Anteriormente, Pappas ocupó cargos ejecutivos en Next New Networks y YouTube, y ha formado parte del consejo de administración de Simon & Schuster y del consejo de administración del Paley Center for Media.

## Biografía
Vanessa Pappas nació en 1978 en Darwin, Territorio del Norte, y se crió en Brisbane, Queensland. Su padre es griego. Tras recibir su primer ordenador aproximadamente a los 10-12 años, Pappas comenzó a aprender codificación básica en el instituto.
Vivieron en Australia hasta los 20 años. Obtuvieron un máster en medios de comunicación en la Universidad de Queensland en Brisbane y en The New School en Nueva York, graduándose en esta última en 2007.

## Trayectoria
Al principio de su carrera, Pappas fue directora de programación de entretenimiento de Next New Networks, desde 2007. La empresa fue adquirida por YouTube en 2011. Pappas se convirtió en la primera jefa de desarrollo de audiencias de YouTube y, más tarde, en el jefa global de perspectivas creativas. También crearon el YouTube Creator Playbook,  descrito como un plan para tener éxito en YouTube. Pappas estuvo en YouTube durante aproximadamente ocho años.
Pappas fue contratado para dirigir TikTok en Estados Unidos en 2018 y trabajó en la plataforma durante aproximadamente cinco años. Primero se unió a la empresa matriz ByteDance como asesora estratégica, y se convirtió en directora general de TikTok para Estados Unidos un mes después. En julio de 2019, Pappas fue ascendida al puesto de directora general para Norteamérica, Australia y Nueva Zelanda. Pappas fue nombrada directora global interina de TikTok en agosto de 2020, asumiendo el papel principal en la empresa después de que el presidente de Estados Unidos, Donald Trump, hubiera emitido una orden ejecutiva para prohibir TikTok. Pappas fue una opositora vocal contra la amenaza de la prohibición.  En 2021, Pappas fue nombrada directora de operaciones (COO),  un papel que Pappas mantuvo hasta su renuncia en 2023.  Durante su mandato, Pappas fue visto como una cara pública para TikTok en los EE. UU.,  y representó a la compañía en una audiencia del Senado de EE. UU. a finales de 2022. También ayudó a lanzar el Consejo Asesor de Contenido de TikTok y el Colectivo de Diversidad de Creadores para abordar cuestiones relacionadas con la seguridad en línea y la diversidad, respectivamente. Pappas continuó asesorando a TikTok después de renunciar al cargo de directora de operaciones.

## Reconocimientos
Pappas fue incluida en la lista de las 50 más influyentes de Bloomberg en 2021, así como en la lista de Vogue Australia de las 21 "mujeres australianas que definieron 2021". También fue nombrada Ejecutiva Digital del Año por Adweek en 2021, e incluida en la lista de las mujeres más poderosas de Fortune en 2022.  Pappas fue incluida en la lista LA500 de Los Angeles Business Journal en 2022 y 2023, y ocupó el segundo lugar en la lista Queer 50 de Fast Company de "mujeres LGBTQ e innovadoras no binarias en los negocios y la tecnología".

## Servicio de mesa
Pappas ha formado parte del consejo de administración de Simon & Schuster, así como del consejo de administración del Paley Center for Media.

## Vida personal
Tras dejar Australia, Pappas vivió en Londres, Inglaterra, durante cuatro años, y después se trasladó a Estados Unidos. Vivieron en Nueva York mientras trabajaban en YouTube, y se trasladaron a Los Ángeles para trabajar en TikTok.
Pappas se identifica como "ser a la vez mujer y no binaria". Salió del armario como no binaria en 2023, y utiliza los pronombres she/her (equivalentes al pronombre «ella») y they/them (equivalentes al pronombre «elle». Pappas es pansexual y está casada y tiene dos hijos.